# Американський симфонічний оркестр

Леон Ботштейн диригує Американським симфонічним оркестром у «» Луїджі Даллапікколи в Карнегі-Холлі у 2018 році

Американський симфонічний оркестр — американський оркестр із Нью-Йорка, заснований у 1962 році Леопольдом Стоковським, місія якого — демістифікувати оркестрову музику та зробити її доступною для будь-якої аудиторії. Леон Ботштейн — музичний керівник і головний диригент оркестру. Вони регулярно виступають у Карнегі-холі та Symphony Space у Нью-Йорку.

## Історія
Стоковському було 80 років, коли він заснував оркестр. Він служив музичним керівником разом із помічником Амосом Меллером до травня 1972 року, коли у віці 90 років він повернувся до Англії. Після відходу Маестро Стоковського музичним керівником з 1973 по 1978 рік був призначений Казуйоші Акіяма. Музичні керівники на початку 1980-х включали як головних диригентів Моше Ацмона та Джузеппе Патане. У 1985 році Джон Маусері зайняв посаду музичного керівника. У 1991 році Кетрін Комет залишила свою посаду після закінчення свого перебування в оркестрі, і її змінив президент Bard College Леон Ботштейн.

## сьогодення
Під керівництвом музичного керівника Леона Ботштейна ASO започаткувала концепцію представлення концертів, присвячених різноманітним темам образотворчого мистецтва, літератури, політики та історії, а також розкопки рідко виконуваних шедеврів для заслуженого відродження. Ці концерти відбуваються в рамках серії Vanguard в Карнегі-Хол. ASO прагне зберегти рідкісні твори, які він виконує, від зникнення з репертуару. У той час як деякі рідкісні твори доступні з повними частинами та партитурою в придатному для використання стані, інші потребують значної реставрації та навіть створення, щоб зробити їх придатними для виконання. Зусилля ASO створити ці частини означають, що тепер ці твори доступні для виконання іншими оркестрами.
Оркестр також виступає в серії концертів Classics Declassified в Peter Norton Symphony Space і є постійним оркестром Центру виконавських мистецтв Річарда Б. Фішера. У 2010 році Американський симфонічний оркестр став постійним оркестром The Collegiate Chorale, регулярно виступаючи в серії концертів Chorale's New York. Оркестр здійснив кілька турів Азією та Європою, а також брав участь у численних концертах для організацій, зокрема Єрусалимського фонду та PBS.
Удостоєна нагород музично-освітня програма ASO "Музичні ноти" включає симфонічну музику в основні класи гуманітарних дисциплін у середніх школах на території трьох штатів.

## Записи
На додаток до багатьох альбомів, випущених на лейблах Telarc, New World, Bridge, Koch і Vanguard, багато живих виступів American Symphony тепер доступні для цифрового завантаження. У багатьох випадках це єдині наявні записи деяких рідкісних творів, які були заново відкриті під час виконання ASO.